# Hôtel du Bouexic de Pinieuc
L’hôtel du Bouexic de Pinieuc est un hôtel particulier situé à Rennes, dans le département d'Ille-et-Vilaine.

## Situation
Cet hôtel se trouve au cœur de Rennes, dans le quartier Centre. Sa façade principale se situe rue de la Monnaie, en face de la cathédrale. Sa façade droite donne sur la rue des portes mordelaises qui se trouvent à son extrémité et sa façade arrière correspond au tracé de l’enceinte des remparts de Rennes.

## Histoire
Ce bâtiment fait l’objet d’une inscription au titre des monuments historiques depuis le 11 juillet 1942.